# 26 août
Pour les articles homonymes, voir Vingt-Six-Août.
26 juillet 26 septembre
Chronologies thématiques
- Croisades
- Ferroviaires
- Sports
- Disney
- Anarchisme
- Catholicisme

Abréviations / Voir aussi
- (° 1852) = né en 1852
- († 1885) = mort en 1885
- a.s. = calendrier julien
- n.s. = calendrier grégorien
- Calendrier
- Calendrier perpétuel
- Liste de calendriers
- Naissances du jour

Le 26 août ou 26 aout est le 238e jour de l’année du calendrier grégorien, 239e lorsqu'elle est bissextile, il en reste ensuite 127.
C’était généralement le 9 fructidor du calendrier républicain français, dénommé officiellement jour de la réglisse.

## Événements

### XIesiècle
- 1071 : bataille de Manzikert (guerres turco-byzantines). L’armée du sultan seldjoukide Alp Arslan défait celle de l’empereur byzantin Romain IV Diogène.

### XIIIesiècle
- 1278 : victoire de Rodolphe Ier de Habsbourg et Ladislas IV de Hongrie sur Ottokar II de Bohême, à la bataille de Marchfeld.

### XIVesiècle
- 1346 : bataille de Crécy (guerre de Cent Ans), victoire des soldats anglais d’Édouard III, sur ceux de Philippe VI de France.

### XVesiècle
- 1444 : bataille de la Birse, pendant l'ancienne guerre de Zurich.

### XVIIesiècle
- 1648 : journée des barricades, à Paris. Marquant le début de la Fronde, civils et parlementaires s’insurgent contre le gouvernement de la reine Anne d'Autriche, et de son Premier ministre, le cardinal Mazarin.
- 1652 : bataille de Plymouth (première guerre anglo-néerlandaise), victoire navale des Néerlandais de Michiel de Ruyter sur la flotte britannique.
- 1660 : Louis XIV de France et sa fiancée, l’infante Marie-Thérèse, font leur entrée dans Paris via son ancien faubourg frondeur de l'est, pour annoncer ainsi leur future noce royale, d'où le futur nom de place du Trône, laissé à cet endroit, rebaptisé plus tard place de la Nation.

### XVIIIesiècle
- 1789 : adoption, en France, de la Déclaration des droits de l’Homme et du citoyen, par l'assemblée réunie à Versailles.
- 1792 : l’Assemblée nationale législative française proclame George Washington citoyen français, par décret.
- 1793 : bataille de La Roche-sur-Yon, pendant la guerre de Vendée.

### XIXesiècle
- 1813 : 
  - début de la bataille de Dresde (campagne d’Allemagne), victoire de la Grande Armée napoléonienne, commandée par Gouvion-Saint-Cyr, sur les troupes coalisées dirigées par Schwarzenberg.
  - victoire coalisée, à la bataille de la Katzbach.

### XXesiècle

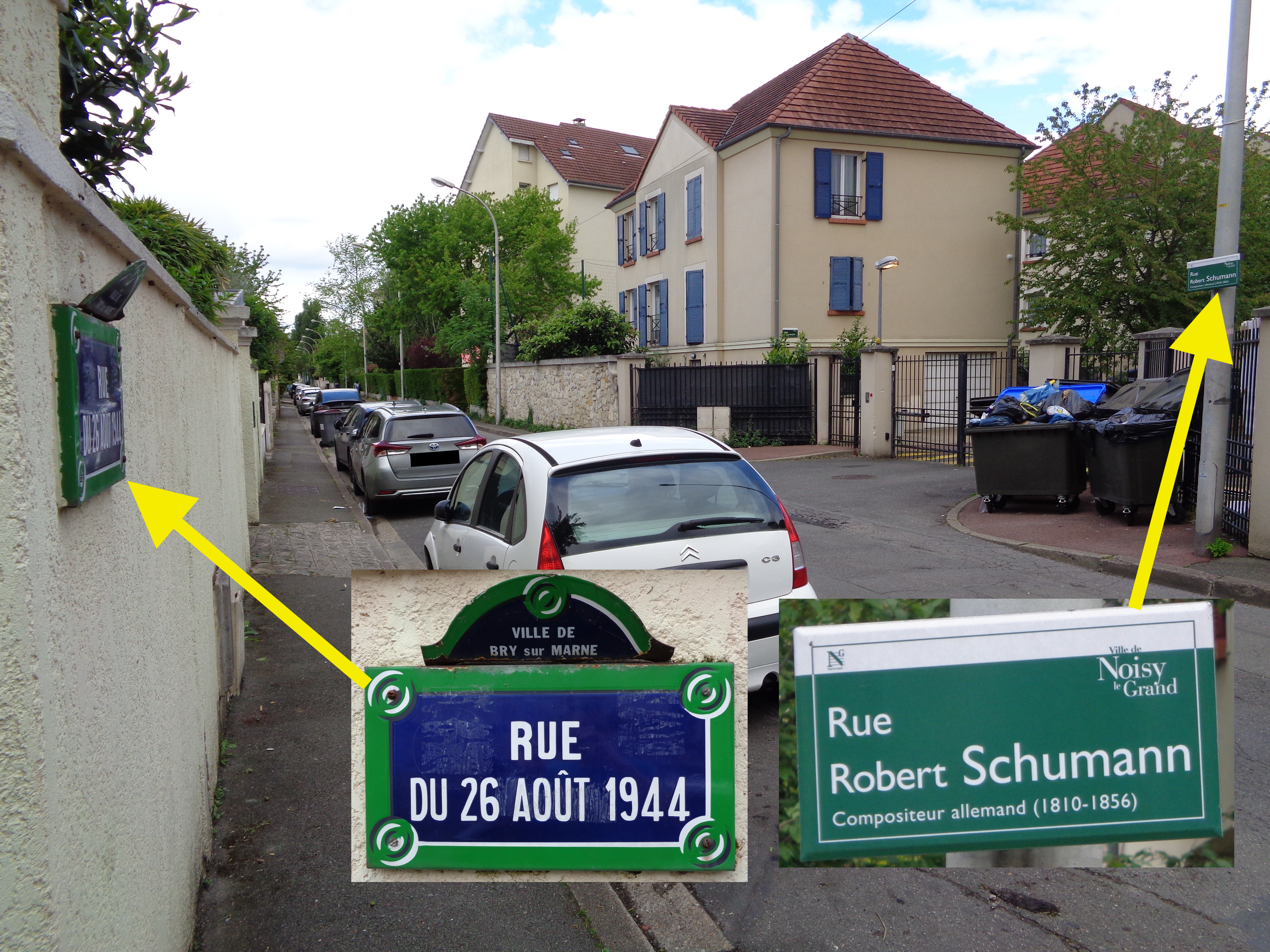
La rue du 26 août 1944 à Bry-sur-Marne, en France. Seul l'un des côtés de la rue porte ce nom, l'autre côté étant dans une autre ville et dans un autre département.

- 1914 : bataille du Cateau, pendant la Première Guerre mondiale.
- 1920 : adoption officielle du dix-neuvième amendement de la Constitution des États-Unis d’Amérique, garantissant le droit de vote des femmes.
- 1940 : ralliement officiel du Tchad, gouverné par Félix Eboué, à la France Libre (Seconde Guerre mondiale).
- 1944 : Charles de Gaulle, rentré dans Paris la veille, traverse les Champs-Élysées à la tête d'un abondant cortège et fleurit la tombe du soldat inconnu.
- 1947 : résolution no 32 du Conseil de sécurité des Nations unies sur l'Indonésie.
- 1970 : en France, des féministes se réunissent pour déposer une gerbe sur la tombe parisienne du soldat inconnu, portant la banderole : « Il y a plus inconnue que le soldat inconnu : sa femme ». C’est la naissance du M.L.F.
- 1980 : après que John Birges ait posé une bombe à l'hôtel Harvey's Resort à Stateline dans l'État du Nevada, aux États-Unis le FBI fait exploser la bombe par inadvertance lors de son désamorçage.
- 1992 : déclenchement de l’opération Southern Watch contre l’Irak, visant à contrôler son espace aérien, à la suite de la première guerre du Golfe.
- 1997 : massacre de Beni Ali, pendant la décennie noire en Algérie. Entre 64 et 100 victimes.
- 1999 : début de la seconde guerre de Tchétchénie.

### XXIesiècle
- 2014 : en France, annonce de la composition du nouveau gouvernement de Manuel Valls.
- 2018 :
  - en Colombie, échec du référendum d'origine populaire, sur plusieurs mesures anti-corruption, faute d'avoir atteint le quorum de participation.
  - au Zimbabwe, élu le 30 juillet, le président Emmerson Mnangagwa prête serment.

- 2023 :
  - au Gabon, un couvre-feu est instauré et internet est coupé au motif des élections présidentielle[2] et législatives[3].
  - au Zimbabwe, le président sortant, Emmerson Mnangagwa (photo), est proclamé vainqueur de l'élection présidentielle tandis que l'opposition dénonce une fraude électorale[4].

## Arts, culture et religion
- 1977 : adoption de la charte de la langue française, par l’assemblée nationale du Québec.
- 1978 : élection du pape Jean-Paul Ier (Albino Luciani, de son vrai nom), qui sera un pape très éphémère.

## Sciences et techniques
- 1768 : James Cook quitte Plymouth, dans le comté de Devon en Angleterre, pour son premier voyage maritime en tant que commandant.
- 2016 : inauguration  à Istanbul, en Turquie, du pont Yavuz Sultan Selim.

## Économie et société
- 26 août 2015 : assassinat en direct des journalistes américains Alison Parker et Adam Ward en Virginie (États-Unis).
- 2016 : 11 policiers périssent dans un attentat à Cizre, en Turquie.
- 2021 : en Afghanistan, un attentat revendiqué par l'État islamique au Khorassan fait plus de 180 morts à l'aéroport de Kaboul, dont treize militaires américains[5].

## Naissances

### XVIIIesiècle
- 1728 : Jean-Henri Lambert, mathématicien et physicien franco-helvético-allemand († 25 septembre 1777).
- 1740 : Joseph-Michel Montgolfier, inventeur français († 28 juin 1810).
- 1743 : Antoine Lavoisier, chimiste français († 8 mai 1794).
- 1767 : Alexandre-François de La Rochefoucauld, militaire, diplomate et homme politique français, ambassadeur en Saxe de 1801 à 1805, en Autriche de 1805 à 1806 et en Hollande de 1808 à 1810 († 2 mars 1841).
- 1800 : Félix Archimède Pouchet, médecin biologiste français († 6 décembre 1872).

### XIXesiècle
- 1819 : 
  - Adolphe Cochery, homme politique français, ministre des Postes et Télégraphes de 1877 à 1885 († 13 octobre 1900).
  - Albert de Saxe-Cobourg-Gotha, prince consort du Royaume-Uni († 14 décembre 1861).
- 1873 : Lee De Forest, ingénieur américain, inventeur de la lampe triode († 30 juin 1961).
- 1875 : John Buchan, homme politique, éditeur et écrivain scotto-canadien, 15e gouverneur général du Canada de 1935 à 1940 († 11 février 1940).
- 1879 : Joe Jeannette, boxeur américain († 2 juillet 1958).
- 1880 : Guillaume Apollinaire (Guillaume Albert Vladimir Alexandre Apollinaire de Kostrowitzky dit), poète et écrivain français († 9 novembre 1918).
- 1885 : Jules Romains, écrivain et poète français († 14 août 1972).
- 1892 : Elizebeth Friedman, cryptanalyste et écrivaine américaine († 31 octobre 1980).
- 1896 : Besse Cooper, citoyenne américaine, doyenne de l’humanité de 2011 à 2012 († 4 décembre 2012).
- 1897 : Yun Po-sun (윤보선), homme politique sud-coréen, 2e président de la Corée du Sud, en fonction de 1960 à 1962 († 18 juillet 1990).
- 1898 : Peggy Guggenheim, mécène américaine († 23 décembre 1979).

### XXesiècle
- 1901 : Chen Yi (陈毅), militaire et homme politique chinois († 6 janvier 1972).
- 1904 : Christopher Isherwood, écrivain américain († 4 janvier 1986).
- 1906 : Albert Sabin, médecin et chercheur américain († 3 mars 1993).
- 1907 : Lester Lanin (en), chef d’orchestre américain († 27 octobre 2004).
- 1908 : Jacques-Paul Martin, prélat français († 27 septembre 1992).
- 1909 : Jim Davis, acteur américain († 26 avril 1981).
- 1910 : Mère Teresa (Anjezë Gonxha Bojaxhiu dite), religieuse albano-indienne, sainte de l’Église catholique, prix Nobel de la paix en 1979 († 5 septembre 1997).
- 1912 :
  - Giuseppe Beotti, prêtre italien, tué par les nazis, martyr catholique († 20 juillet 1944).
  - Léo Marjane, chanteuse française devenue centenaire († 18 décembre 2016).
- 1914 : Julio Cortázar, écrivain argentin († 12 février 1984).
- 1918 : Ripsimé Djanpoladian, archéologue et épigraphiste arménienne († 25 août 2004).
- 1920 : Raoul Clainchard, résistant français pendant la Seconde Guerre mondiale († 26 avril 1945).
- 1921 : Benjamin Bradlee, journaliste américain († 21 octobre 2014).
- 1922 : 
  - Lazar Nikolov (Лазар Костов Николов), compositeur bulgare († 7 février 2005).
  - Jay Pritzker, homme d'affaires américain († 23 janvier 1999).
- 1923 : Wolfgang Sawallisch, pianiste allemand († 22 février 2013).
- 1925 : 
  - Jack Hirshleifer, économiste américain († 26 juillet 2005).
  - Alain Peyrefitte, homme politique, écrivain et diplomate français, plusieurs fois ministre († 27 novembre 1999).
  - Sangharakshita (Dennis Philip Edward Lingwood dit), maître et écrivain bouddhiste fondateur de la communauté bouddhiste Triratna († 30 octobre 2018).
- 1928 :
  - Saliu Adetunji, monarque nigérian († 2 janvier 2022).
  - Peter Appleyard, percussionniste et compositeur canadien d’origine britannique († 17 juillet 2013).
  - Daniel Frasnay, photographe français 22 septembre 2019).
  - Naïm Kattan, écrivain et enseignant québécois  et franco-ontarien d'origine juive irakienne († 2 juillet 2021).
- 1931 : Monique Créteur, femme de théâtre et de marionnettes vertavienne, nantaise, bretonne et française († 26 octobre 2023).
- 1932 : Joseph H. Engle, astronaute américain.
- 1934 : Dany Chamoun (داني شمعون), homme politique libanais († 21 octobre 1990).
- 1937 : 
  - Nina Companéez, scénariste et réalisatrice française († 9 avril 2015).
  - Valeriy Popenchenko, boxeur soviétique, champion olympique († 15 février 1975).
- 1938 : Marcello Gandini, ingénieur automobile italien, à l'origine de la suspension hydraulique de certains véhicules.
- 1939 : Robert Waseige, footballeur puis entraîneur belge († 17 juillet 2019).
- 1940 : Michael Cockerell (en), journaliste britannique documentariste politique de télévision et de radio à la BBC.
- 1941 : Chris Curtis (en), batteur et chanteur anglais du groupe The Searchers († 28 février 2005).
- 1942 : 
  - John Elmer Blaha, astronaute américain.
  - Jean-Pierre Vincent, comédien, metteur en scène et directeur de théâtre français († 4 novembre 2020).
- 1944 :
  - Patrick Devedjian, homme politique français († 28 mars 2020).
  - Louise Marleau, actrice québécoise.
  - Maureen Tucker, musicienne américaine, batteuse du groupe The Velvet Underground.
- 1946 : Chantal Renaud, chanteuse et actrice québécoise.
- 1947 : Jan Krekels, coureur cycliste néerlandais.
- 1948 : Franck Olivier, auteur-compositeur-interprète belge († 8 novembre 2021).
- 1949 : Boualem Sebaoune, footballeur algérien.
- 1952 :
  - Michael Jeter, acteur américain († 30 mars 2003).
  - John Kinsella, nageur américain.
- 1954 : 
  - Ton van Kesteren, homme politique néerlandais.
  - Tracy Krohn, pilote de courses automobile d’endurance américain.
- 1956 : Brett Cullen, acteur américain.
- 1957 : Rick Hansen, athlète paraplégique canadien.
- 1958 :
  - Zlatko Vujovic, footballeur yougoslave puis bosnien.
  - Zoran Vujovic, footballeur yougoslave puis croate.
- 1959 : Kathryn Patricia Hire, astronaute américaine.
- 1960 : 
  - Branford Marsalis, musicien américain.
  - Éric Fottorino, journaliste et écrivain français, ancien directeur du Monde.
  - Bernard Minier, écrivain français.
- 1961 :
  - Daniel Lévi, chanteur français.
  - Jeff Parrett, joueur de baseball américain.
- 1962 : 
  - Tariq Ramadan, islamologue suisse.
  - Roger Kingdom, athlète américain, spécialiste du 110 m haies, champion olympique.
  - Jouko Salomäki, lutteur finlandais, champion olympique.
- 1963 : Ludger Beerbaum, cavalier allemand, quadruple champion olympique.
- 1965 : Chris Burke, acteur américain atteint du syndrome de Down.
- 1968 : Chris Boardman, coureur cycliste sur piste et sur route britannique.
- 1970 : Melissa Ann McCarthy, actrice, scénariste et productrice américaine.
- 1971 : Pierre Chavrondier, footballeur puis entraîneur français.
- 1973 : 
  - Jeannette Bougrab, juriste, essayiste et femme politique française.
  - Laurent Huard, footballeur puis entraîneur français.
- 1974 : Sébastien Bruno, joueur de rugby français.
- 1976 : 
  - Samia Hirèche, rameuse française.
  - Justin Lamoureux, snowboardeur canadien.
  - Sébastien Vieilledent, rameur d'aviron français, champion olympique.
- 1977 : Akos Vereckei, kayakiste hongrois, double champion olympique.
- 1979 : Aurélien Clerc, cycliste sur route suisse.
- 1980 :
  - Macaulay Culkin, acteur américain.
  - Chris Pine, acteur américain.
- 1981 :
  - Andréas Glyniadákis (Ανδρέας Γλυνιαδάκης), basketteur grec.
  - Nico Muhly, compositeur américain de musique contemporaine associé au renouveau de la musique minimaliste.
- 1982 :
  - Priscilla Lopes-Schliep, athlète de haies canadienne.
  - Jens Schreiber, nageur allemand.
- 1983 : 
  - Luna Maya, actrice, présentatrice, chanteuse et mannequin indonésienne.
  - Magnus Moan, skieur de combiné nordique norvégien.
- 1984 : Jérémy Clément, footballeur français.
- 1985 :
  - Oleksiy Kasyanov (Олексій Касьянов), athlète ukrainien.
  - David Price, joueur de baseball américain.
- 1986 : Cassie (Cassandra Elizabeth Ventura dite), chanteuse américaine.
- 1987 :
  - Greg Halman, joueur de baseball néerlandais († 21 novembre 2011).
  - Flavius Koczi, gymnaste roumain.
  - Ksenia Soukhinova, Miss Russie 2007, élue Miss Monde 2008.
- 1988 :
  - Tori Black, actrice américaine.
  - Wayne Simmonds, hockeyeur professionnel canadien.
- 1989 : James Harden, basketteur américain.
- 1991 :
  - Arnaud Démare, cycliste sur route français.
  - Gabe Nevins, acteur américain.
  - Dylan O'Brien, acteur américain.
- 1994 : Yannick de Waal, acteur néerlandais.
- 1998 :
  - Sofia Hernandez Salazar, militante de la lutte contre le réchauffement climatique.
  - Jeon So-yeon, chanteuse sud-coréenne.

### XXIesiècle
- 2000 : Louis Boyard, homme politique français.

## Décès

### XIVesiècle
- 1346 à la bataille de Crécy défaite française contre les archers anglais en début de guerre de Cent ans : 
  - Charles II, comte d’Alençon et du Perche (° vers 1297).
  - Jean de Luxembourg, roi de Bohême et comte de Luxembourg de 1310 à 1346 (° 12 août 1296).
  - Louis Ier, comte de Flandre (° vers 1304).
  - Jean IV, comte d’Harcourt (° inconnue).
  - Raoul, duc de Lorraine (° 1320).
  - Henri IV, comte de Vaudémont (° inconnue).

### XVIesiècle
- 1551 : Marguerite Lejonhufvud, reine de Suède, épouse de Gustave Ier Vasa (° 1er janvier 1516).

### XVIIesiècle
- 1652 : Thomas Esterhazy, noble et militaire hongrois (° 20 décembre 1625).

### XVIIIesiècle
- 1769 : Jacopo Facciolati, lexicographe et philologue italien (° 4 janvier 1682).

### XIXesiècle
- 1838 : John Nicholl, député et juge gallois (° 16 mars 1759).
- 1850 : Louis-Philippe Ier, roi des Français de 1830 à 1848 (° 6 octobre 1773).

### XXesiècle
- 1908 : Tony Pastor, chanteur fantaisiste et imprésario américain (° 28 mai 1837).
- 1910 : William James, philosophe américain (° 11 janvier 1842).
- 1930 : Leonidas Frank « Lon » Chaney, acteur américain (° 1er avril 1883).
- 1932 : Gustave Pessard, historien de Paris et compositeur français (° 17 novembre 1846).
- 1945 : 
  - Alfred-Odilon Comtois, prélat québécois (° 5 mars 1876).
  - Franz Werfel, homme de lettres autrichien (° 10 septembre 1890).
- 1957 : Teresa Fardella de Blasi, fondatrice d'œuvres, vénérable catholique (° 24 mai 1867).
- 1958 : Ralph Vaughan Williams, compositeur britannique (° 12 octobre 1872).
- 1964 : Laurent Barré, syndicaliste et homme politique québécois (° 30 mai 1886).
- 1968 : Kay Francis, actrice américaine (° 13 janvier 1905).
- 1973 : Outel Bono, homme politique tchadien (° 1934).
- 1974 : Charles Lindbergh, aviateur américain (° 4 février 1902).
- 1975 : Juliette Béliveau, actrice québécoise (° 28 octobre 1889).
- 1976 :
  - Warner Anderson, acteur américain (° 10 mars 1911).
  - Lotte Lehmann, cantatrice américano-allemande (° 27 février 1888).
- 1978 : Charles Boyer, acteur français (° 28 août 1899).
- 1979 : Mika Waltari, écrivain finlandais (° 19 septembre 1908).
- 1980 : Tex Avery (Frederick « Fred » Bean Avery dit), réalisateur de films d’animation (° 26 février 1908).
- 1986 : Ted Knight, acteur américain (° 7 décembre 1923).
- 1989 : Irving Stone, écrivain américain (° 14 juillet 1903).
- 1992 :
  - Daniel Gorenstein, mathématicien américain (° 1er janvier 1923).
  - Bob de Moor (Robert Frans Marie De Moor dit), dessinateur belge (° 20 décembre 1925).
- 1995 : Ronald White (en), chanteur et compositeur américain du groupe The Miracles (° 5 avril 1939).
- 1996 :
  - Georges Hardy, homme de radio et de télévision suisse (° 10 décembre 1914).
  - Alejandro Agustín Lanusse, homme d'État argentin (° 28 août 1918).
- 1997 : Clément Lépidis, écrivain français (° 2 avril 1920).
- 1998 :
  - Wade Dominguez, mannequin, acteur, chanteur et danseur américain (° 10 mai 1966).
  - Remo Giazotto, compositeur et musicologue italien (° 4 septembre 1910).
  - Jack Harlan, botaniste et agronome américain (° 7 juin 1917).
  - Charles Jauquier, ténor suisse (° 12 février 1920).
  - Frederick Reines, physicien et professeur d'université américain (° 16 mars 1918).
  - Ryūichi Tamura, essayiste, poète et traducteur japonais (° 18 mars 1923).
- 2000 : Odette Joyeux, actrice française (° 5 décembre 1914).

### XXIesiècle
- 2001 : Louis Muhlstock, peintre québécois (° 23 avril 1904).
- 2002 : Karl Gitzoller, résistant autrichien au nazisme (° 1er janvier 1905).
- 2004 : 
  - Enzo Baldoni, journaliste italien (° 8 octobre 1948).
  - Laura Branigan, chanteuse américaine (° 3 juillet 1952).
- 2005 : Denis D’Amour, musicien canadien, guitariste du groupe Voivod (° 24 septembre 1959).
- 2006 : 
  - Rainer Barzel, homme politique allemand, président de l’Union chrétienne-démocrate d’Allemagne de 1971 à 1973 et président du Bundestag de 1983 à 1984 (° 20 juin 1924).
  - François Lamoureux, haut fonctionnaire français (° 17 décembre 1946).
  - Père Philippe, religieux dominicain français (° 8 septembre 1912).
- 2007 :
  - Jerry Andrus, magicien et écrivain américain (° 28 janvier 1918).
  - Gaston Thorn, homme politique luxembourgeois, Premier ministre du Luxembourg de 1974 à 1979 et président de la Commission européenne de 1981 à 1985 (° 3 septembre 1928).
- 2009 : 
  - Ellie Greenwich, compositrice et réalisatrice artistique américaine (° 23 octobre 1940).
  - René Morizur, musicien français du groupe Les Musclés (° 1944).
- 2011 : Aloysius Ambrozic, prélat canadien, archevêque de Toronto de 1990 à 2006 (° 27 janvier 1930).
- 2012 : Stéphane Slima, acteur français (° 10 octobre 1970).
- 2014 : Maria Mauban, comédienne française (° 10 mai 1924).
- 2017 : Tobe Hooper, réalisateur américain (° 25 janvier 1943).
- 2018 : 
  - Inge Borkh, cantatrice allemande (° 26 mai 1917).
  - Rosa Bouglione, artiste de cirque et centenaire française (° 21 décembre 1910).
  - Neil Simon, producteur et scénariste américain (° 4 juillet 1927).
- 2021 : 
  - Vladimir Chadrine, hockeyeur sur glace soviétique puis russe (° 6 juin 1948).
  - Marco Hausiku, homme politique namibien (° 25 novembre 1953).
  - Rafael Hechanova, basketteur philippin (° 8 juillet 1928).
  - Jérôme Proulx, professeur et une personnalité politique canadien (° 28 avril 1930).
- 2022 : Omba Pene Djunga, homme politique congolais (° 8 avril 1938).

## Célébrations

### Internationale
- Journée mondiale du chien[6]

### Nationales
- États-Unis : journée de l’égalité femme - homme commémorant la ratification du XIXe amendement de la Constitution en 1920.
- Namibie : jour des héros[7].

### Saints des Églises chrétiennes

#### Saints catholiques et orthodoxes
du jour :
- Ahon (IIIe siècle), martyr.
- Alexandre de Bergame († 303), martyr.
- Anastase le foulon († v. 304), Martyr en Dalmatie.
- Bregwin († 765), moine devenu Archevêque de Canterbury.
- Césaire d’Arles († 543), moine de Lérins.
- Edern, Ermite gallois en bretagne.
- Éleuthère d'Auxerre († 561), évêque.
- Eulade († 516), Premier évêque de Nevers.
- Maximilien († v. 295), Martyr à Rome.
- Mercurial († 1010), Martyr du diocèse de Tarbes et Lourdes.
- Nathalie et Adrien de Nicomédie († vers 306), martyrs fêtés ensemble en Orient, mais Nathalie est fêtée seulement en Occident, infra, et une homonyme les 27 juillet.
- Oronce de Lecce (Ier siècle), évêque et martyr.
- Pélagie († v. 584), Mère de saint Yrieix.
- Probace (Ier siècle), évangélisateur de la Provence.
- Tithoes (Ve siècle), Acète égyptien.
- Valier (IVe siècle), évêque du Couserans.
- Victeur († v. 490), évêque du Mans.
- Victor de Césarée de Maurétanie, martyr en Afrique du Nord.

#### Saints et bienheureux catholiques
du jour :
- Alexandre Max Ginestar (Pierre en religion) († 1936), bienheureux prêtre capucin, mort martyr pendant la guerre civil espagnole.
- Catalina Margenta Roura (Facunda en religion) († 1936), bienheureux religieuse, mort martyr pendant la guerre civil espagnole.
- Félix Vivet Trabal († 1936), bienheureux prêtre salésien, mort martyr pendant la guerre civil espagnole.
- Herluin († 1078), abbé fondateur du Bec.
- Jacques Retouret (+ 1794), bienheureux prêtre et martyr.
- Jeanne-Élisabeth Bichier des Ages († 1838), religieuse française, fondatrice de la congrégation des Filles de la Croix.
- Josefa Monrabal Montaner († 1936), bienheureux religieuse, mort martyr pendant la guerre civil espagnole.
- Leocadie Harasymiv († 1952), bienheureuse religieuse ukrainienne, martyre en Sibérie.
- Louis Valls Matamales (Ambroise en religion) († 1936), bienheureux prêtre capucin, mort martyr pendant la guerre civil espagnole.
- Marguerite de Faenza (+ v. 1330), Abbesse.
- Marie Corsini (+ 1965), Bienheureuse laïque italienne.
- Maria de los Angeles Ginard Martí († 1936), bienheureux religieuse, mort martyr pendant la guerre civil espagnole.
- María Dolores Oller Anglats († 1936), bienheureux religieuse, mort martyr pendant la guerre civil espagnole.
- Mariam Baouardy (Marie de Jésus Crucifié en religion) († 1878), religieuse carmélite.
- Thérèse Jornet e Ibars († 1897), religieuse catalane, fondatrice des Petites sœurs des vieillards abandonnés.
- Transverbération de sainte Thérèse, célébrée dans l'Ordre du Carmel. Cf. 15 voire 1er octobre.
- Teresa Fardella de Blasi († 1957), fondatrice d'œuvres caritatives et de l'ordre des pauvres filles de la Vierge couronnée.

## Traditions et superstitions

### Dicton
- « À la saint-Césaire, la dernière forte chaleur en l’air. »[9]

### Astrologie
- Signe du zodiaque : quatrième jour du signe astrologique de la Vierge.

## Toponymie
- Plusieurs voies, places, sites ou édifices de pays ou provinces francophones contiennent la date du jour dans leur nom sous différentes graphies éventuelles : voir Vingt-Six-Août.